# Chouzy-sur-Cisse
Chouzy-sur-Cisse és un municipi francès, situat al departament del Loir i Cher i a la regió de Centre – Vall del Loira. L'any 2007 tenia 1.818 habitants.

## Demografia

### Població
El 2007 la població de fet de Chouzy-sur-Cisse era de 1.818 persones. Hi havia 770 famílies, de les quals 211 eren unipersonals (82 homes vivint sols i 129 dones vivint soles), 270 parelles sense fills, 246 parelles amb fills i 43 famílies monoparentals amb fills.
La població ha evolucionat segons el següent gràfic:
Habitants censats

### Habitatges
El 2007 hi havia 902 habitatges, 780 eren l'habitatge principal de la família, 57 eren segones residències i 65 estaven desocupats. 858 eren cases i 42 eren apartaments. Dels 780 habitatges principals, 629 estaven ocupats pels seus propietaris, 132 estaven llogats i ocupats pels llogaters i 20 estaven cedits a títol gratuït; 20 tenien una cambra, 44 en tenien dues, 110 en tenien tres, 199 en tenien quatre i 407 en tenien cinc o més. 583 habitatges disposaven pel capbaix d'una plaça de pàrquing. A 301 habitatges hi havia un automòbil i a 412 n'hi havia dos o més.

### Piràmide de població
La piràmide de població per edats i sexe el 2009 era:
| Homes | Edats   | Dones |
| ----- | ------- | ----- |
| 0     | 95 o +  | 0     |
| 0     | 90 a 94 | 8     |
| 12    | 85 a 89 | 16    |
| 12    | 80 a 84 | 16    |
| 40    | 75 a 79 | 52    |
| 48    | 70 a 74 | 52    |
| 44    | 65 a 69 | 28    |
| 40    | 60 a 64 | 76    |
| 52    | 55 a 59 | 40    |
| 68    | 50 a 54 | 44    |
| 96    | 45 a 49 | 76    |
| 68    | 40 a 44 | 92    |
| 56    | 35 a 39 | 76    |
| 40    | 30 a 34 | 48    |
| 64    | 25 a 29 | 48    |
| 44    | 20 a 24 | 24    |
| 72    | 15 a 19 | 64    |
| 80    | 10 a 14 | 88    |
| 52    | 5 a 9   | 60    |
| 52    | 0 a 4   | 52    |

## Economia
El 2007 la població en edat de treballar era de 1.173 persones, 901 eren actives i 272 eren inactives. De les 901 persones actives 839 estaven ocupades (419 homes i 420 dones) i 60 estaven aturades (26 homes i 34 dones). De les 272 persones inactives 121 estaven jubilades, 101 estaven estudiant i 50 estaven classificades com a «altres inactius».

### Ingressos
El 2009 a Chouzy-sur-Cisse hi havia 782 unitats fiscals que integraven 1.949 persones, la mediana anual d'ingressos fiscals per persona era de 21.079 €.

### Activitats econòmiques
Dels 69 establiments que hi havia el 2007, 1 era d'una empresa extractiva, 2 d'empreses alimentàries, 6 d'empreses de fabricació d'altres productes industrials, 10 d'empreses de construcció, 13 d'empreses de comerç i reparació d'automòbils, 3 d'empreses de transport, 5 d'empreses d'hostatgeria i restauració, 2 d'empreses d'informació i comunicació, 3 d'empreses immobiliàries, 8 d'empreses de serveis, 10 d'entitats de l'administració pública i 6 d'empreses classificades com a «altres activitats de serveis».
Dels 19 establiments de servei als particulars que hi havia el 2009, 1 era una oficina de correu, 2 tallers de reparació d'automòbils i de material agrícola, 1 autoescola, 1 paleta, 1 guixaire pintor, 2 fusteries, 3 lampisteries, 3 electricistes, 1 perruqueria, 3 restaurants i 1 agència immobiliària.
Dels 7 establiments comercials que hi havia el 2009, 1 era una botiga de més de 120 m², 2 fleques, 1 una fleca, 1 una peixateria, 1 una llibreria i 1 una joieria.
L'any 2000 a Chouzy-sur-Cisse hi havia 9 explotacions agrícoles que ocupaven un total de 612 hectàrees.

## Equipaments sanitaris i escolars
L'únic equipament sanitari que hi havia el 2009 era una farmàcia.
El 2009 hi havia 1 escola maternal i 1 escola elemental.

## Poblacions més properes
El següent diagrama mostra les poblacions més properes.